# Hadena xanthofusca
Hadena xanthofusca là một loài bướm đêm trong họ Noctuidae.